# Eduard Oscar Schmidt
Eduard Oscar ( ou Oskar) Schmidt  ( Torgau, 1823 – Strasbourg, 1886 ) foi um naturalista Alemão.

## Obras
- Lehrbuch der Zoologie (W. Braumüller, Vienne, 1854).
- Éponges de la mer adriatique (1862-1866).
- Descendance et darwinisme (G. Baillière, Paris, 1874, réédité en 1876, en 1880, en 1885).
- Handbuch der vergleichenden Anatomie, Leitfaden bei zoologischen und zootomischen Vorlesungen (H. Dufft, Iéna, 1876).
- Die naturwissenschaftlichen Grundlagen der Philosophie des Unbewussten (F.A. Brockhaus, Leipzig, 1877).
- Les vers, les mollusques, les échinodermes, les zoophytes, les protozoaires et les animaux des grandes profondeurs (G. Baillière, Paris, 1884).
- Les mammifères dans leurs rapports avec leurs ancêtres géologiques (édition française très augmentée par l'auteur, Felix Alcan, Paris, 1887).